# Toda Aznárez
Toda Aznárez (Pamplona, 876. január 2. – Pamplona, 958. október 15.), navarrai királyné Aznar Sánchez (Larraun ura) és Onneca Fortúnez pamplonai királyi hercegnő leányaként.

## Élete
Anyai nagyszülők: Íñiguez Fortún Garcés, Pamplona királya és felesége, egy Oria nevű asszony
Féltestvérei (anyja előző házasságából):
- Mohamed ibn Abd Allah, őt saját öccse, al-Mutarrif gyilkolta meg 891. január 28-án (apjuk jóváhagyásával), ám előtte még feleségül vett egy Muzna nevű baszk vagy francia származású nőt. Gyermekük, a későbbi III. Abd ar-Rahman emír csak három héttel apja halála után jött világra.
- al-Mutarrif, akit még ugyanabban az évben végeztek ki összeesküvésért, amelyben ő is megölte saját bátyját, Mohamedet.
- Aban
- al-Asi, őt 921-ben végezték ki, szintén összeesküvés vádjával.

Édestestvérei:
- Sancho, akiről csupán annyit tudni, hogy korán elhunyt.
- Sancha, ő a nővére férjének öccséhez, Jimenóhoz ment nőül, aki 925. december 11-től 931. május 29-ig mint régens, a gyámja lett néhai bátyja, I. Sancho körülbelül 6 éves fiának, a kiskorú királynak, Garcíának.

Toda a nála mintegy 25 évvel idősebb I. Sancho navarrai király hitvese lett, akinek hat gyermeket szült, öt leányt és végül egy fiút:
- Oneca, ő 926-ban feleségül ment IV. Alfonz leóni királyhoz, akinek két fiút szült, Ordoñót és Fruelát.
- Sancha, aki háromszor is férjnél volt élete során. Első hitvese II. Ordoño leóni király lett, aki 924-ben elhunyt, utána az asszony ismét oltár elé állt, ezúttal Álvaro Herramelizzel, Lantarón grófjával, akinek két fiút szült, Herramelt és Fortúnt. 931-ben a gróf meghalt, özvegye pedig újból házasságot kötött. Harmadik férje Fernán González kasztíliai gróf lett, akit hat gyermekkel (Gonzalo, Sancho, Munio, Gárcía, Urraca és Muniadona) ajándékozott meg.
- Urraca, ő II. Ramiró leóni király második hitvese lett, akinek két gyermeket szült, Sanchót és Elvirát.
- Velasquita, aki háromszor ment férjhez élete során, első hitvese Munio (Vizcaya grófja) volt, második férje Galindo (Ribagorza grófja) lett, végül pedig, valamikor 930 után Fortún Galíndez (Nájera hercege) felesége lett.
- Orbita
- III. García navarrai király, aki kétszer is megnősült élete során. Első hitvese az elsőfokú unokatestvére, Andregoto Galíndez lett, aki egy fiút szült férjének, Sanchót. 940 körül elvált az asszonytól, s ismét megházasodott. Új neje Teréza leóni királyi hercegnő lett, aki három gyermekkel (Jimeno, Toda és Urraca) ajándékozta meg férjét.